# Nudaria margaritaria
Nudaria margaritaria är en fjärilsart som beskrevs av Walker 1864. Nudaria margaritaria ingår i släktet Nudaria och familjen björnspinnare. Inga underarter finns listade i Catalogue of Life.